# New York (film 1916)
New York è un film del 1916 diretto da George Fitzmaurice. Il film è considerato perduto.

## Distribuzione
Distribuito dalla Pathé Exchange company, il film uscì nelle sale cinematografiche statunitensi il 4 febbraio 1916.

## Accoglienza

### Critica
Come molti film dell'epoca, New York fu soggetto a diversi tagli da parte dei Consigli di censura delle città e degli Stati. Nel 1918, il Chicago Board of Censors rilasciò un permesso di visione solo per gli adulti e richiese un taglio nella bobina 2, in due didascalie, e nella bobina 3, in cui compariva una modella nuda.